# Germinal Losio
Germinal Losio (1901 - 22 maart 1980) was een Zwitsers voetballer die speelde als aanvaller.

## Carrière
Losio speelde van 1926 tot 1933 voor Etoile Carouge en daarna nog één seizoen voor Servette Genève waarmee hij kampioen werd in 1934.
Hij speelde één interland voor Zwitserland waarin hij niet kon scoren.

## Erelijst
- Servette Genève
  - Landskampioen: 1934